# La caccia (programma radiofonico)
La caccia è stata una rubrica settimanale in onda dal 1986 al 2012 sulle frequenze di Radio Popolare. La trasmissione fu curata da Felice Accame e Carlo Oliva che si dedicavano alla raccolta e dissezione di reperti ideologici nella comunicazione quotidiana, analizzata da angolature sempre variabili in modo da «sbugiardare l'ideologico quotidiano»: da quella più "intima" a quella più "di massa" e "per le masse". Oliva seguiva con assiduità materiali desunti dai media e dal mondo politico, mentre Accame quelli maggiormente rivolti ad aspetti della comunicazione personale. Da un punto di vista della tecnica "La caccia", nella sua semplicità, era piuttosto singolare: i testi, redatti fuori onda, venivano letti durante la trasmissione, a differenza della norma radiofonica, che predilige il discorso improvvisato. La trasmissione rimase fedele a un formato mantenutosi identico nei decenni: la durata di mezz'ora, l'orario di messa in onda (le 12:30 domenicali), la sigla (parte della Sinfonia Fantastica di Berlioz) e infine i brevi stacchi tra un intervento e il successivo. I registi rimasero i medesimi: Cristiano Valli ed Ezio Degradi. In questo senso è stata certamente una delle trasmissioni più longeve nella storia della radiofonia italiana. Qualche innovazione venne introdotta dall'avvento di internet che, attraverso il sito di Radio Popolare, ha reso possibile negli ultimi anni la raccolta dei testi e il riascolto attraverso il podcast. Esiste peraltro una raccolta ragionata di alcuni interventi dei primi anni, edita da Eleuthera con il titolo di Transazioni minori.
Al programma è stata dedicata nel 2007 una tesi di laurea discussa alla Facoltà di Lettere e Filosofia dell'Università Cattolica del Sacro Cuore di Milano.